# Bugula pacifica
Bugula pacifica är en mossdjursart som beskrevs av Robertson 1905. Bugula pacifica ingår i släktet Bugula och familjen Bugulidae. Utöver nominatformen finns också underarten B. p. nana.